# Ардити, Биньямин
Биньямин Ардити (ивр. בנימין ארדיטי‎; род. 1 июля 1897 года, Вена, Австро-Венгрия — 20 мая 1981 года, Израиль) — израильский политик, депутат кнессета от движения «Херут», а затем от блока «ГАХАЛ».

## Биография
Биньямин Ардити родился в еврейской семье Иосифа и Беллины Ардити  в Вене, Австро-Венгрия (ныне Австрия). Двоюродный брат Элиаса Канетти. Учился в средней школе в Софии, Болгария. В 1917 стал членом центрального комитета сионистской организации Болгарии, где проработал до 1923 года. Также возглавлял эту организацию.
В 1925 году создал первую в Болгарии группу сионистов-ревизионистов. В 1944 году был арестован за сионистскую деятельность фашистскими властями, затем в 1944 году за то же самое был арестован коммунистами.
Репатриировался в Израиль в 1949 году, вошел в состав центрального комитета движения «Херут». Был избран в кнессет 3-го созыва от этого движения, переизбран в кнессет 4-го созыва и в кнессет 5-го созыва. На протяжении всей каденции в кнессете работал только в комиссии по услугам населению.
Опубликовал несколько книг о болгарском еврействе. Скончался 20 мая 1981 года в Израиле.